# Облава «Вель д’Ив»

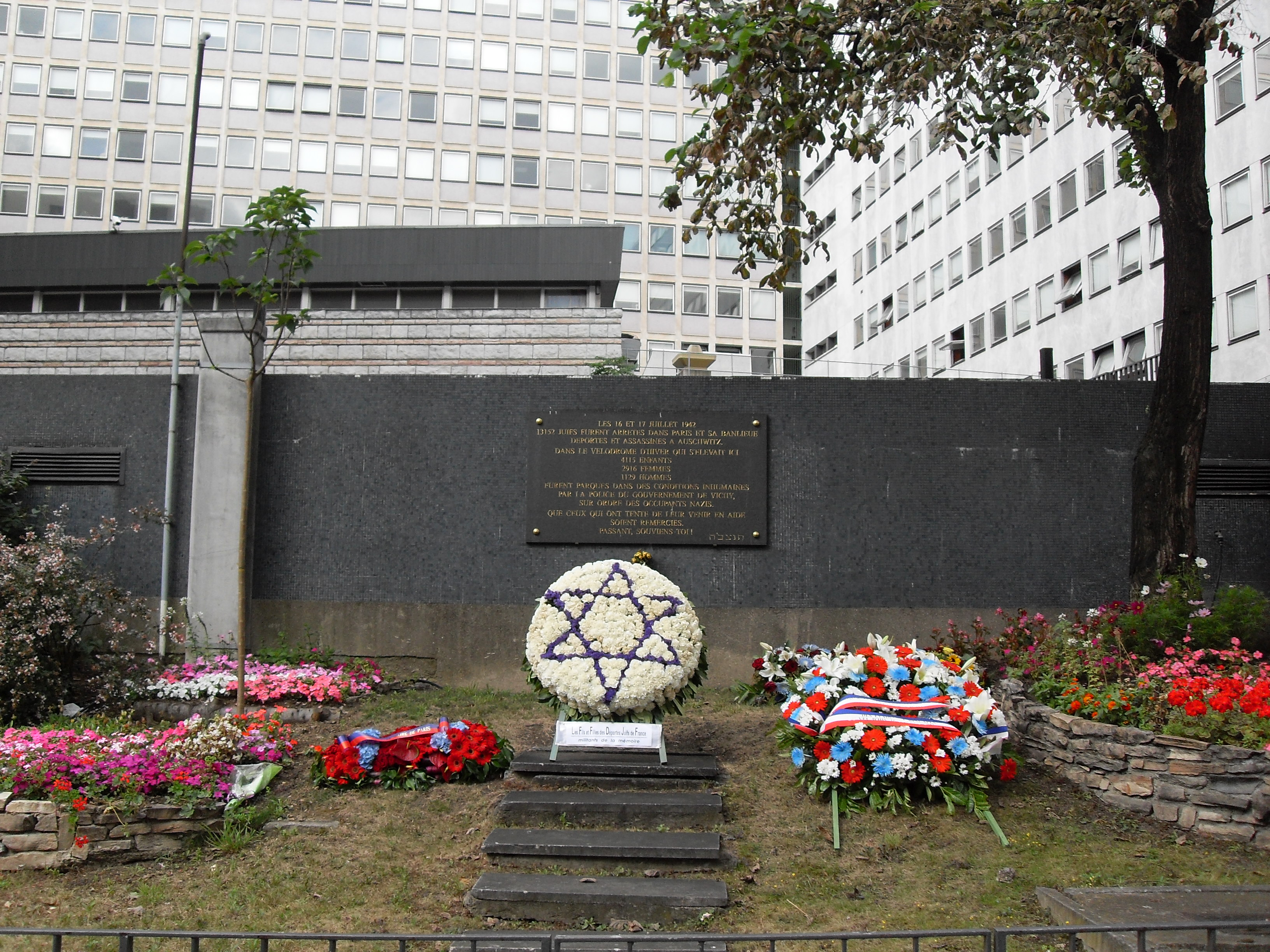
Мемориал в Вель д’Ив

Облава «Вель д’Ив» (фр. Rafle du Vélodrome d'Hiver) — крупнейшая серия массовых арестов евреев, совершённая во Франции во время Второй мировой войны. С 16 по 17 июля 1942 года в Париже и его предместьях было арестовано более 13000 человек, более трети из которых составляли дети. Большинство из них было впоследствии убито, менее сотни человек выжили.
Данная серия арестов была произведена по приказу нацистского режима, под властью которого в это время находилась Франция, в рамках политики тотального уничтожения еврейского населения Европы. В июле 1942 года было начато широкомасштабное преследование евреев (операция «Весенний ветер») в ряде европейских стран. Аресты во Франции осуществлялись с одобрения коллаборационистского правительства Виши при участии 7000 французских полицейских и жандармов. Операция была направлена против евреев, не имевших французского гражданства, в то время как граждане Франции арестам не подвергались.

## Вель д’Ив
«Вель д’Ив» (фр. Vélodrome d’Hiver — «зимний велодром», сокращённо Vel d’Hiv) — это велодром в центре Парижа, в который были помещены арестованные евреи.
«Вель д’Ив» представлял собой крытую велосипедную арену на углу бульвара Гренель и улицы Нелатон в 15-м округе Парижа недалёко от Эйфелевой башни. Здание также использовалось для проведения хоккейных матчей, соревнований по борьбе, боксу, катанию на роликах, цирковых и театральных представлений. Также велодром был одним из мест проведения олимпийских соревнований в 1924 году.

## Организация облавы
Облава «Вель д’Ив», являясь частью нацистского замысла ареста и уничтожения еврейского населения по всей Европе, готовилась как совместная операция немецкого и французского руководства (см. ниже).
Вплоть до германской оккупации Франции в 1940 году проведение еврейских погромов было невозможным, поскольку с 1874 года во Франции не было проведено ни одной переписи населения, которая собирала данные о религиозной принадлежности населения. Однако согласно приказу немецких оккупантов от 21 сентября 1940 года, еврейское население оккупированной территории было обязано пройти процедуру регистрации в полицейских отделениях супрефектур. Около 150 000 евреев было зарегистрировано в департаменте Сена, включая Париж и его пригороды. Их имена и домашние адреса были занесены в специальный «список Тюлара», названный так по имени его создателя, Андре Тюлара, главы «по еврейским делам» в префектуре.
По словам хауптштурмфюрера СС Теодора Даннекера, руководившего немецкой полицией во Франции, личные дела евреев, занесённых в эту базу данных, были распределены согласно алфавитному порядку. При этом дела евреев, которые не были гражданами Франции, отличались по цвету от дел граждан. Затем база данных была передана гестапо в отдел по «еврейскому вопросу».

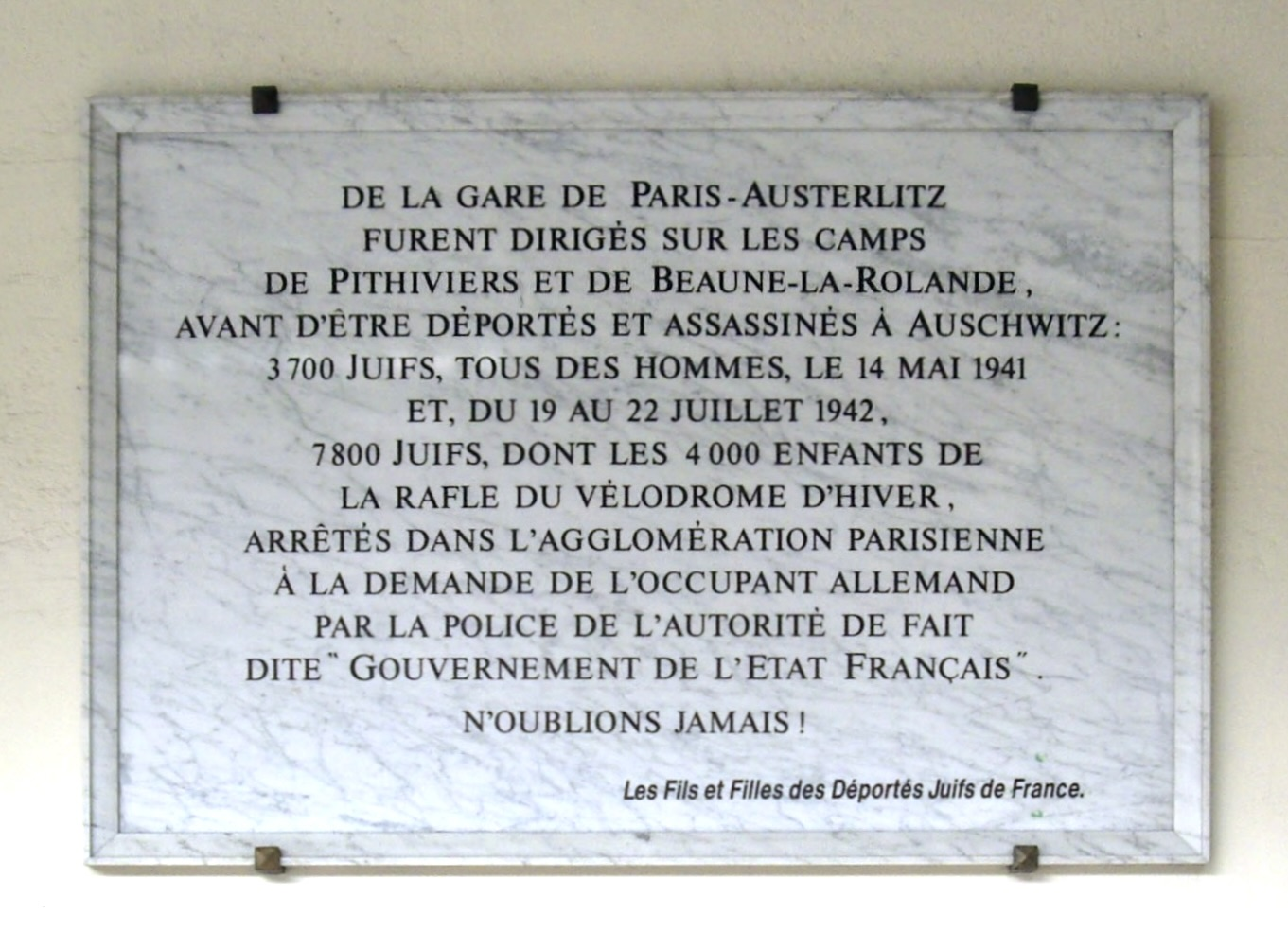
Мемориальная доска в память о евреях, депортированных из Франции на вокзале Аустерлиц: «С вокзала Аустерлиц были направлены в лагеря Питивье и Бон-ла-Роланд для депортации и убийства в Освенциме: 3700 евреев, все мужчины, 14 мая 1941 года и с 19 по 22 июля 1942 года 7800 евреев, в том числе 4000 детей из Вель д’Ив, арестованных в парижской агломерации по требованию немецких оккупантов полицией так называемого „Французского Государства“»

Облава «Вель д’Ив» была не первым подобным погромом в ходе Второй мировой войны. Так, 14 мая 1941 года около 3700 еврейских мужчин было арестовано и доставлено на вокзал Аустерлиц, а затем заключено в лагеря «Питивье» и «Бон-ла-Роланд». Женщины и дети последовали за ними в июле 1942 года. Эта операция была названа облава «Зелёный билет».
Однако то, что впоследствии стали называть «облавой „Вель д’Ив“», было куда более серьёзным преступлением. Для его организации генеральный секретарь национальной полиции Рене Буске и глава Генерального комиссариата по еврейским вопросам Луи Даркье де Пельпуа отправились 4 июля 1942 года в штаб-квартиру гестапо, чтобы встретиться с Даннекером и начальником СД и полиции безопасности во Франции Гельмутом Кнохеном. Следующая встреча состоялась 7 июля в офисе Даннекера на проспекте Фош. На ней также присутствовали Жан Леге, помощник Буске, Эмиль Эннекен, глава французской полиции, Андре Тюлар и другие сотрудники французской полиции.
10 июля 1942 года прошла другая встреча в здании Генерального комиссариата по еврейским вопросам, которую посетили Даннекер, Хайнц Рётке, Эрнст Хейнриксон, Жан Леге, несколько офицеров полиции и представителей Национальной компании французских железных дорог (SNCF). Облава была отложена, так как немцы не хотели проводить её перед днём взятия Бастилии (14 июля). Хотя национальный праздник не отмечался в оккупированной зоне, немцы всё же хотели избежать массовых беспорядков.
Целью облавы были евреи в возрасте от 16 до 50 лет из Германии, Австрии, Польши, Чехословакии, Советского Союза и те, происхождение которых не могло быть определено. Были сделаны исключения в отношении женщин с большим сроком беременности и кормящих матерей.
Немцы требовали от французской полиции арестовать в Париже и его пригородах 22000 евреев. Затем этих евреев предполагалось доставить в лагеря «Дранси», «Компьень», «Питивье» и «Бон-Ла-Роланд». Согласно документам, Андре Тюлар должен был получить от главы местной полиции личные дела евреев, подлежащих аресту. Детей младше 15-16 лет следовало отправить во Всеобщий совет французских евреев (местный аналог юденрата).

## Участие французской полиции
Положение французской полиции было осложнено суверенитетом правительства Виши, которое номинально управляло Францией, признав оккупацию северной части страны. Хотя на практике немцы управляли севером и имели сильное, а затем и полное влияние на юге, формально Французское государство было независимым. Правительство Виши и его глава Филипп Петен были признаны во время войны многими правительствами по всему миру.
Руководство Французского государства хотело сохранить хотя бы фиктивную независимость. Согласно историку Джулиану Т. Джексону, «вмешательство Германии в деятельность французской полиции обесценило бы тот суверенитет, которым так дорожило правительство Виши. Этого можно было избежать, убедив Германию в готовности Франции исполнять все необходимые меры».
2 июля 1942 года Рене Буске посетил заседание, на котором обсуждалась подготовка операции. Он не высказал возражений относительно планировавшихся арестов, лишь охарактеризовал обязанность их выполнения французской полицией «неприятным» фактом. Буске удалось добиться компромисса, который состоял в том, что полиции было разрешено не арестовывать евреев — граждан Франции. Руководство режима Виши ратифицировало эти соглашения на следующий день.
Хотя полицию обвиняют в арестах детей младше 16 лет, приказ об их аресте был дан петеновским министром Пьером Лавалем, якобы, чтобы не разлучать их с семьями. Однако вряд ли этому можно верить, поскольку документы этого времени показывают, что главным предметом беспокойства Лаваля был вопрос о том, что делать с еврейскими детьми после депортации их родителей. Самому младшему из детей, отправленных на Аустерлицкий вокзал по приказу Лаваля, было лишь 18 месяцев.
В 1980 году три бывших офицера СС заявили, что руководящие лица в Виши проявили энтузиазм при депортации евреев из Франции. Следователь Серж Кларсфельд обнаружил в немецких архивах протоколы собраний лидеров Виши и предложение Буске о том, что депортация не должна коснуться евреев с французским гражданством.
Историки Энтони Бивор и Артемис Купер пишут: «Кларсфельд также обнаружил телеграммы Буске, отосланные префектам департаментов в оккупированной зоне, в которых тот приказывал им депортировать не только взрослых евреев, но и их детей, что, однако, даже не планировалось нацистами».

## Аресты
12 июля 1942 года глава парижской полиции Эмиль Эннекен издал приказ, в котором было сказано, что «операцию необходимо провести максимально быстро без лишних разговоров и комментариев».
Начиная с четырёх часов утра 16 июля 1942 года было арестовано 13152 еврея. Согласно документам префектуры полиции, 44 % (5802 человека) из них составляли женщины и 31 % (4051 человек) — дети. Неизвестное число людей, заранее предупреждённых Французским сопротивлением или укрытых соседями, а также воспользовавшихся преднамеренным или случайным бездействием со стороны некоторых полицейских, сумело избежать ареста. Условия для арестованных евреев были тяжёлыми: им позволялось взять с собой только одно одеяло, один свитер, пару обуви и две пары брюк. Многие семьи были разлучены и никогда больше не воссоединились.
После серии арестов некоторые евреи были доставлены на грузовике или автобусе в лагерь для интернированных в недостроенном комплексе зданий в Дранси, одном из северных пригородов Парижа. Остальных увезли на велодром «Вель д’Ив» в XV округе Парижа, который уже использовался в качества тюрьмы после погрома летом 1941 года.

## На велодроме
Нацисты потребовали ключи от велодрома у его владельца, Жака Годе. До сих пор неизвестны обстоятельства, при которых Годе согласился отдать ключи. В его автобиографии данному эпизоду посвящено лишь несколько строк.
«Вель д’Ив» имел стеклянную крышу, покрашенную в синий цвет во избежание привлечения внимания бомбардировщиков. Температура внутри повышалась за закрытыми окнами. Число арестованных, содержавшихся на велодроме, колеблется, согласно разным источникам, в районе 7500 человек. У них не было возможности даже сходить в туалет, поскольку из десяти имевшихся уборных комнат половина была затоплена, а другая — заблокирована. Арестованным евреям давали лишь воду и еду, которую приносили представители Красного Креста и некоторые врачи и сёстры милосердия, которым было позволено пройти. На велодроме был лишь один кран с водой. По тем, кто пытался бежать, сразу же открывался огонь без предупреждения. Некоторые покончили жизнь самоубийством.
После пяти дней содержания на велодроме узники были доставлены в лагеря «Дранси», «Бон-ла-Роланд» и «Питивье», а затем — в немецкие лагеря смерти.
С 19 по 22 июля 1942 года с вокзала Аустерлиц в лагеря Питивье и Бон-ла-Роланд было отправлено 7800 евреев, в том числе 4000 детей, арестованных в ходе облавы «Вель д’Ив». При этом лагеря были рассчитаны на вдвое меньшее количество заключённых. Не хватало продуктов питания, медикаментов, одеял и одежды. 20 июля бараки в Питивье были переполнены. Прибывшие 21 июля 2000 узников разместили в сарае на соломе. Начались эпидемии, дети стали умирать. Ещё 17 июля французская администрация выразила «пожелание, чтобы конвои до пункта назначения Рейха включали также детей». 31 июля, 3 и 7 августа 1942 года из Питивье, а 5 августа — из Бон-ла-Роланд женщины и подростки старше 15 лет отправлены эшелонами № 13—16 в Освенцим. Дети остались без попечения взрослых. 13 августа из Берлина было получено разрешение на депортацию детей. С 15 по 25 августа дети были отправлены в лагерь Дранси, откуда они были депортированы в Освенцим, в основном эшелонами № 20—26 (с 17 по 28 августа 1942 года). Те, кто не попали в эти эшелоны, депортированы позже, в том числе 21 сентября в эшелоне № 35 с железнодорожного вокзала Питивье в Освенцим (самому младшему ребёнку было 2 года).

## Память о погроме
Несмотря на смутное представление у французов о данном событии, многие из них считают важным сохранить память о Холокосте. Для этого предпринимаются различные меры.
В память о погроме президент Франции Франсуа Миттеран в 1993 году назначил 16 июля «днём памяти жертв расистских и антисемитских гонений, совершённых под руководством так называемого „Французского государства“».
В Париже на набережной Гренель в 1989 году была создана Площадь еврейских мучеников велодрома «Вель д’Ив», на которой 17 июля 1994 года был открыт мемориал жертвам облавы. Созданный скульптором Вальтером Шпитцером и архитектором Марио Азагури, памятник изображает детей, беременных женщин, пожилых людей, которые символизируют жертв. Вогнутый постамент памятника напоминает по форме велотрек. Каждый год в воскресенье, следующее за 16 июля, у мемориала проводятся памятные церемонии.

### Признание ответственности Франции
Президенты Шарль де Голль и Франсуа Миттеран отрицали ответственность Франции за погром, возлагая всю вину на коллаборационистский режим.
16 июля 1995 года президент Жак Ширак решил отойти от позиции своих предшественников и признал в своей речи перед мемориалом, что Франция виновна в участии в тех кровавых событиях и в Холокосте в целом.
22 июля 2012 года во время семидесятой годовщины погрома президент Франции Франсуа Олланд заявил, что «это преступление было совершено во Франции, Францией», и также это было преступление «против Франции, против её ценностей и идеалов. Тех самых ценностей и идеалов, которые Сопротивление, Сражающаяся Франция и праведники мира сумели сберечь».

### Фильмы и книги
- Андре Боссюруа, 2011. ICH BIN
- Уильям Карел, 1992. La Rafle du Vel-d’Hiv, La Marche du siècle, France 3.
- Татьяна де Ронэ, «Ключ Сары» — роман, 2007
- Месье Кляйн, 1976. Французский фильм Джозефа Лоузи. В 1977 году фильм получил премию «Сезар» в номинациях «Лучший фильм», «Лучший режиссёр», «Лучшие декорации».
- Облава, 2010. Французский фильм режиссёра Розлин Бош и продюсера Алена Голдмана
- Её зовут Сара, 2010. Французский фильм режиссёра Жиля Паке-Бреннера и продюсера Стефани Марсиль по роману Татьяны де Ронэ «Ключ Сары»
- Забвение пахнет корицей, 2014. Книга американской писательницы Кристин Хармель
- Соловей, 2015. Книга американской писательницы Кристин Ханны